# Cénotaphe

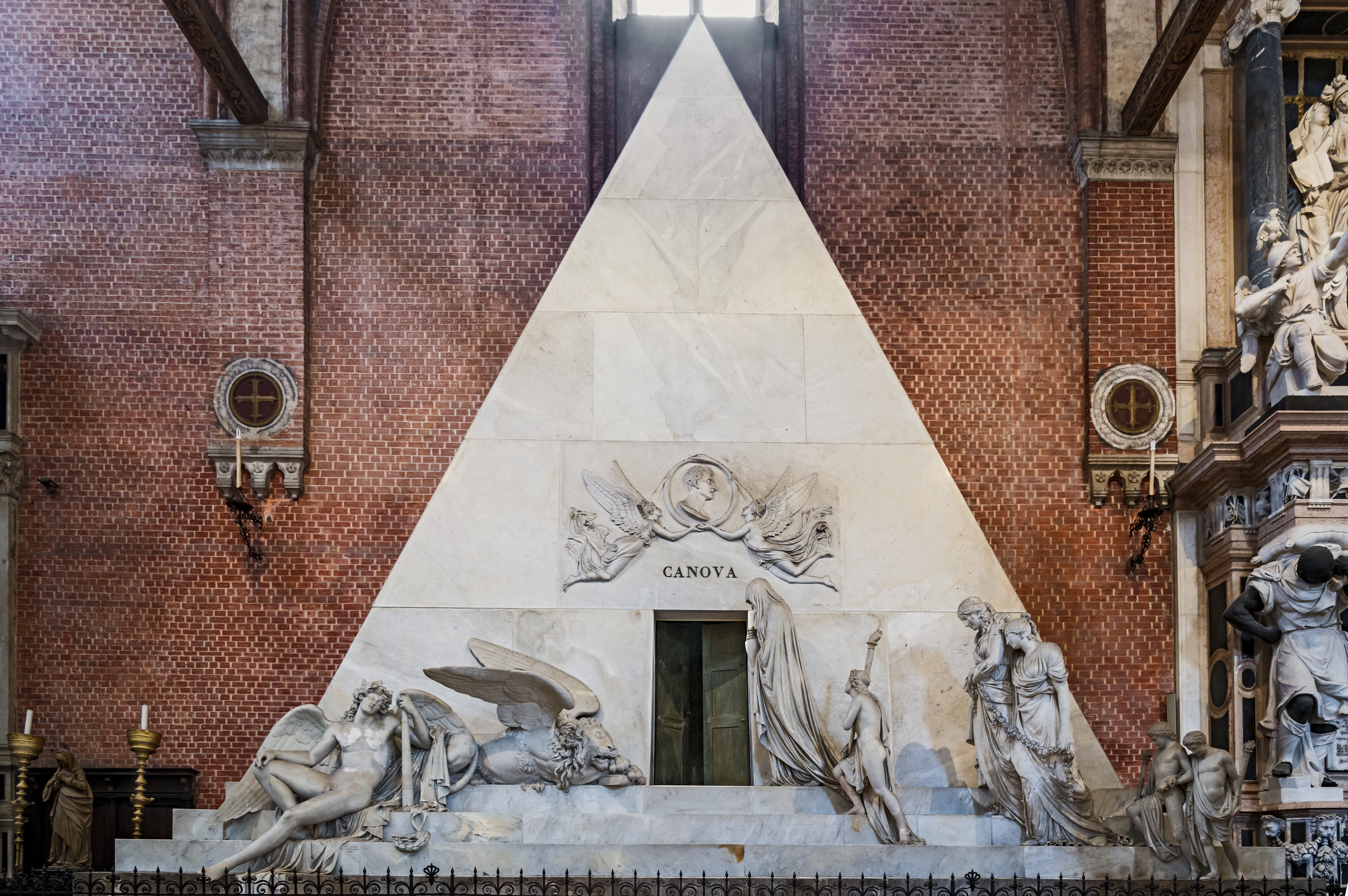
Cénotaphe d'Antonio Canova contenant le cœur du sculpteur (1822), basilique Santa Maria Gloriosa dei Frari à Venise (Italie).

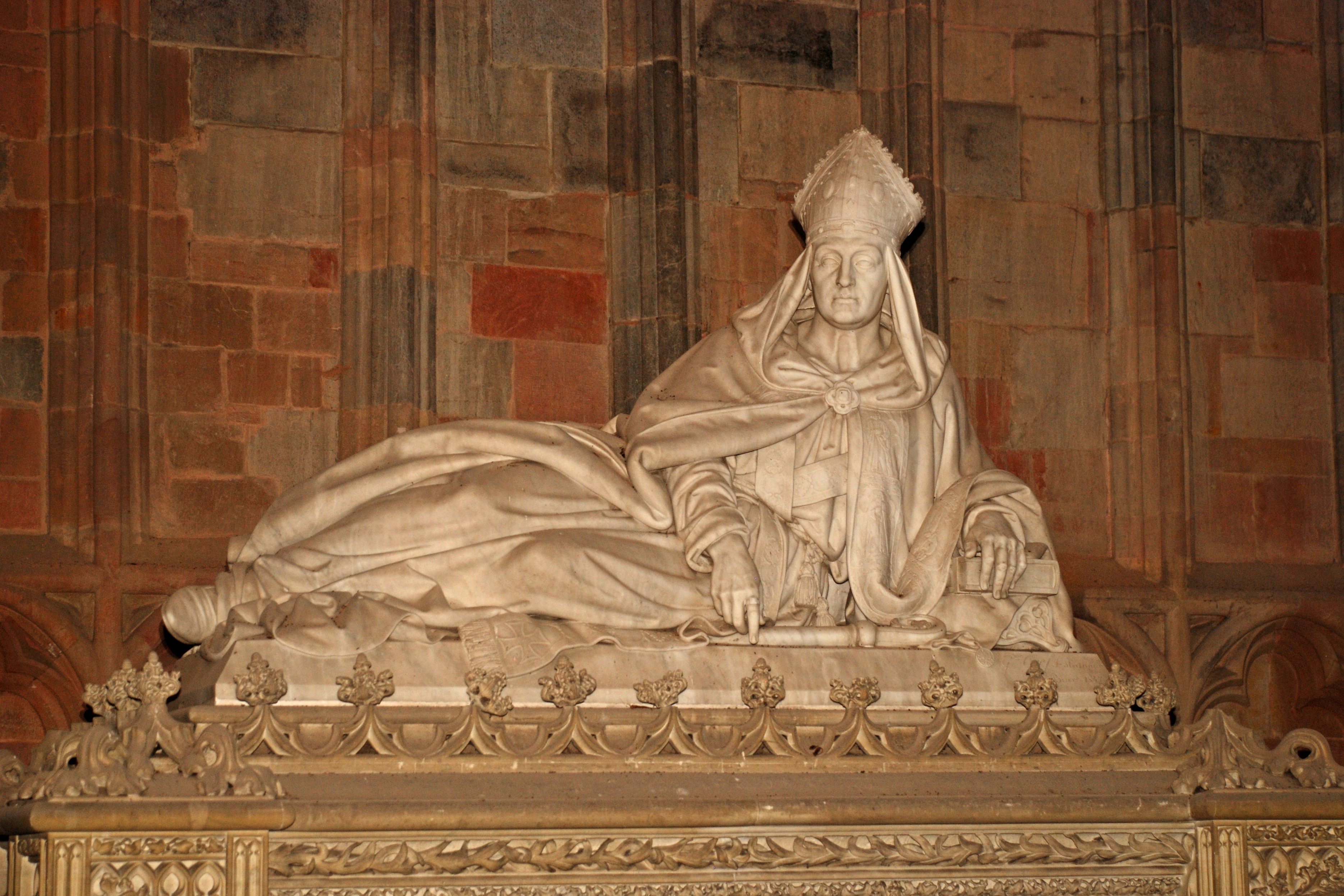
Cénotaphe de saint Hubert par Guillaume Geefs (1847), basilique Saint-Hubert (Belgique).

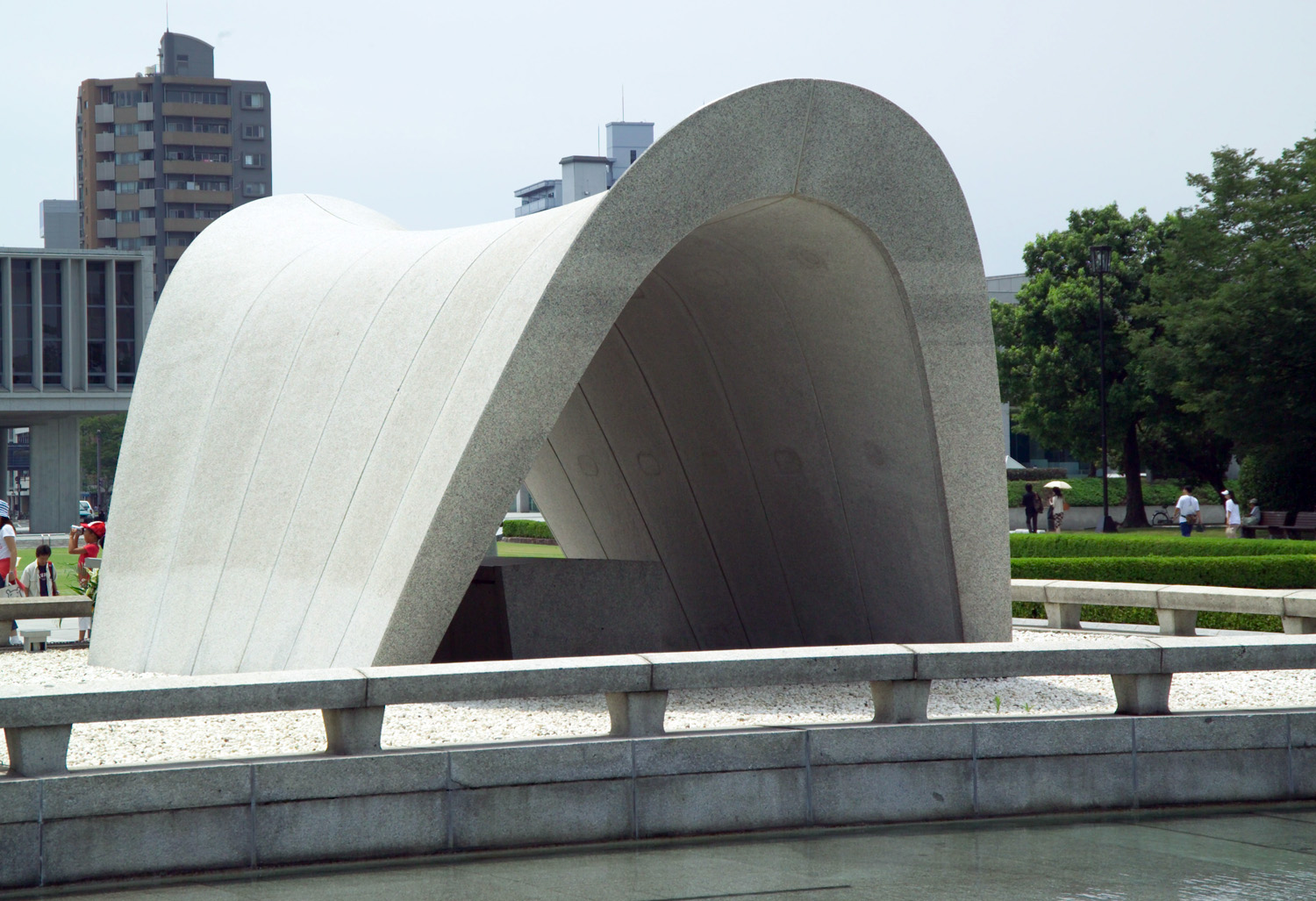
Cénotaphe du parc de la Paix (1952) à Hiroshima (Japon).

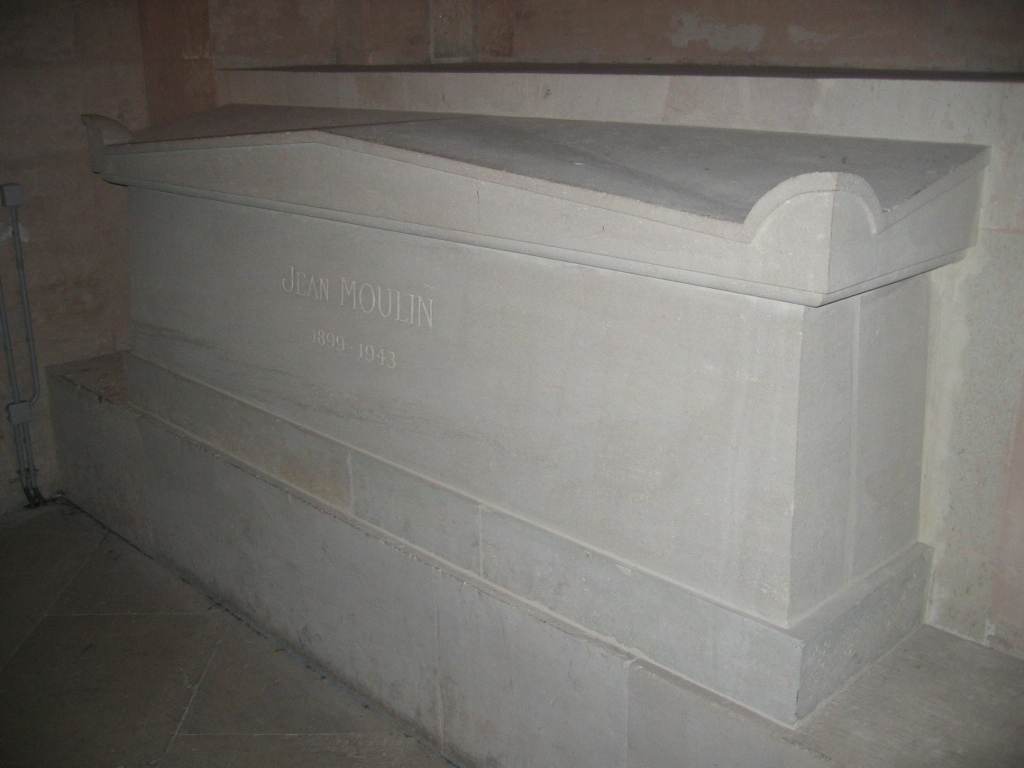
Cénotaphe au Panthéon de Paris (1964) contenant les « cendres présumées de Jean Moulin » (France).

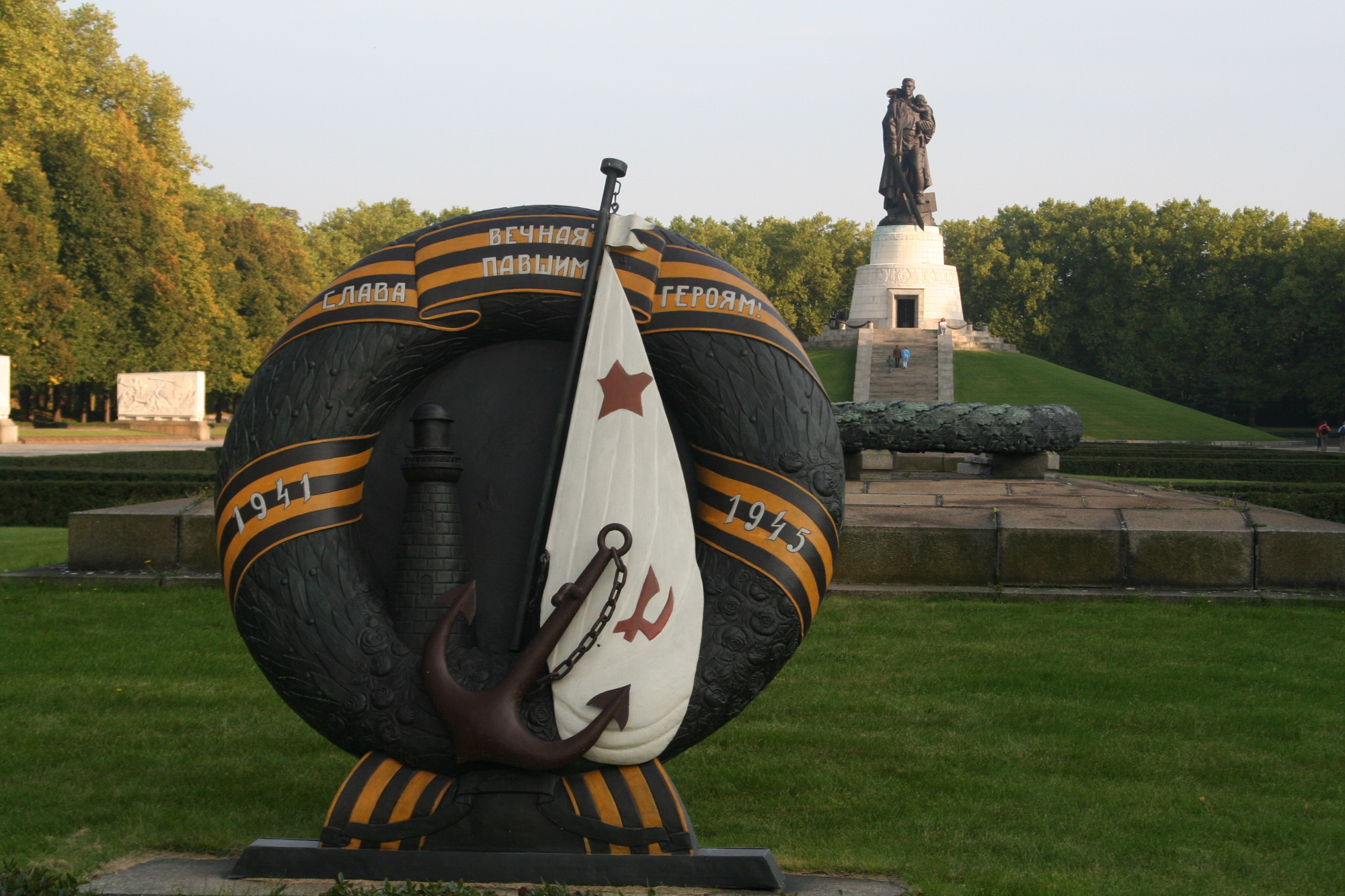
Cénotaphe en mémoire des soldats soviétiques tombés durant la Seconde Guerre mondiale (Berlin, Allemagne).

Un cénotaphe est un monument funéraire élevé à la mémoire d'une personne ou d'un groupe de personnes et dont la forme ou l'ornementation rappelle un tombeau, mais qui ne contient pas de corps (contrairement au mausolée). Le monument aux morts est ainsi le plus souvent un cénotaphe. Il peut s'agir également d'une tombe réelle, mais où le corps du défunt ne repose plus pour telle ou telle raison (voir par exemple les cas de Lully, de Rossini et d'Alphonse Allais ci-dessous).

## Étymologie
Le mot « cénotaphe » vient du grec ancien : κενοτάϕιον / kenotáphion, lui-même composé de κενός / kenós qui signifie « vide », et de τάϕος / táphos, « tombeau ».

## Cénotaphes célèbres
- La pyramide d'Ahmôsis à Abydos.
- Le cénotaphe de Saint Louis au musée national de Carthage.
- Le cénotaphe de Dante dans la basilique Santa Croce de Florence, Dante étant inhumé à Ravenne (tombeau de Dante).
- Le cénotaphe de Pape Jules II dans la basilique Saint-Pierre-aux-Liens à Rome.
- Le cénotaphe de Bertrand du Guesclin à Châteauneuf-de-Randon (Lozère).
- Le cénotaphe du connétable d'Angleterre et sénéchal du Poitou John Chandos aux Aubeniaux, un quartier de la commune de Mazerolles, érigé par le gouvernement anglais à la fin du XIVe siècle près du pont où il a été tué par la lance de Guillaume Boitel.
- Le cénotaphe de Montaigne au Musée d'Aquitaine à Bordeaux.
- Les cénotaphes de Shâh Jahân et de son épouse Arjumand Bânu Begam sont visibles dans la chambre funéraire centrale du Taj Mahal, à Agra, en Inde ; les tombes à proprement parler se trouvent dans une salle voûtée située en dessous de celle des cénotaphes.
- Le projet de cénotaphe pour Newton d'Étienne-Louis Boullée, 1784.
- Le cénotaphe du compositeur Lully à la basilique Notre-Dame-des-Victoires de Paris, tombeau profané en 1871 lors de la Commune.
- Le cénotaphe du marin et explorateur polaire Joseph-René Bellot à Rochefort (son gisant est supporté par quatre ours polaires).
- Le cénotaphe du compositeur italien Gioachino Rossini au cimetière du Père-Lachaise (division 4) à Paris, où il fut d'abord inhumé en 1868. Sa dépouille a été transportée en 1887 dans son pays natal, pour être déposée à la Basilique Santa Croce de Florence.
- Le Monument à l'Indien, dans le parc des Cascine à Florence.
- Le cénotaphe de Francisco de Goya au cimetière de la Chartreuse à Bordeaux.
- Le cénotaphe de Charles Baudelaire au cimetière du Montparnasse à Paris. La tombe réelle du poète est située dans le même cimetière.
- La tombe d'Alphonse Allais (1854-1905) au cimetière ancien de Saint-Ouen fut pulvérisée, avec d'autres, par une bombe de la RAF lors du bombardement de la gare de triage de la Chapelle le 21 avril 1944 ; la stèle visible aujourd'hui, qui se réduit à une plaque relatant les faits, ne constitue donc qu'un cénotaphe[2].
- Le cénotaphe temporaire, érigé à Paris, sur les Champs-Élysées, à l'occasion des fêtes de la Victoire, en juillet 1919.
- Le cénotaphe de Whitehall à Westminster à Londres.
- Le cénotaphe de Hong Kong, réplique presque exacte de celui de Londres.
- Le Monument aux braves à Sherbrooke.
- Le Monument commémoratif de guerre du Canada.
- Le Panthéon de Paris contient quelques cénotaphes dont celui de Jean Moulin. Plus récemment, un cercueil au nom de Joséphine Baker, mais ne contenant pas de corps, est installé au Panthéon (caveau XIII) le 30 novembre 2021 ; la dépouille de l'artiste restant au cimetière de Monaco selon les volontés de ses héritiers[3].
- Le cénotaphe de Lemmy Kilmister dans l'enceinte du Hellfest, réalisé par un collectif d'artistes et le sculpteur Jimmix, en 2016.